# Butllofa (espeleotema)
Les butllofes són un tipus d'espeleotema en forma de butllofa que conté al seu interior sediments o un altre mineral diferent del que forma la superfície. Poden estar formats per diversos tipus de minerals.
La gènesi de les butllofes sembla que cal cercar-la en la sortida sota pressió capil·lar de l'aigua a través de petites esquerdes o forats.